# Ouverture numérique
Pour les articles homonymes, voir Ouverture.
Ne doit pas être confondu avec Ouverture (photographie).

L'ouverture numérique par rapport à un point P dépend du demi-angle, θ1, du cône de lumière maximal qui peut rentrer ou sortir de la lentille et de l'indice de réfraction ambiant (ici n1). Lorsqu'un pinceau de lumière traverse une lame de verre plate, son demi-angle devient θ2. En raison de la loi de Snell, l'ouverture numérique reste la même : NA = n1 sin θ1 = n2 sin θ2.

L’ouverture numérique est une caractéristique d'un système optique, généralement notée O.N. (ou NA dans la littérature anglophone, pour Numerical Aperture). Elle est définie par {\displaystyle \mathrm {O.N.} =n_{0}\cdot \sin i_{0}\ }, où n0 est l'indice de réfraction dans le milieu d'observation, et i0 est l'angle entre l'axe optique et le rayon le plus écarté de l'axe optique qui entre dans la lentille. Cet angle est appelé demi-angle d'ouverture.
L'ouverture numérique est caractéristique de l'espace dans lequel elle est définie : l'ouverture numérique objet est définie par l'indice de réfraction dans l'espace objet et l'angle d'ouverture des rayons entrant dans le système, tandis que l'ouverture numérique image dépend de l'indice de réfraction dans l'espace image et de l'angle d'ouverture des rayons sortant du système.
En conception optique, l'ouverture numérique est liée plus généralement au concept d'ouverture d'un système optique, qui peut également se définir par le nombre d'ouverture N ou f/#. Pour un système d'indice de réfraction image {\displaystyle n}, les deux grandeurs sont reliées par la formule :
{\displaystyle N={\frac {n}{2~O.N.}}}
si {\displaystyle f\ll d/2} (la distance focale {\displaystyle f} de la lentille étant faible devant l'ouverture {\displaystyle d}).
L'ouverture numérique fait partie des caractéristiques optiques principales pour les sources lumineuses dans le cadre de la radiométrie. Les diodes électroluminescentes ont typiquement de grandes ouvertures tandis que les diodes lasers ont des ouvertures faibles.

## Cas particulier d'une fibre optique

Ouverture numérique d'une fibre optique

L'ouverture numérique d'une fibre optique caractérise le cône d'acceptance de la fibre : si un rayon lumineux tente de pénétrer la fibre en provenant de ce cône, alors le rayon sera guidé par réflexion totale interne ; dans le cas contraire, le rayon ne sera pas guidé.
En posant nc , ng et θ respectivement les indices du cœur, de la gaine et l'angle d'incidence, alors l'ouverture numérique de la fibre s'exprime par la formule :
{\displaystyle \mathrm {O.N.} =n\sin(\theta )={\sqrt {n_{c}^{2}-n_{g}^{2}}}}.
Cette expression est indépendante de l'indice de réfraction n0 du milieu extérieur : O.N. est une caractéristique propre à la fibre.